# Mischen (Verfahrenstechnik)
Das Mischen ist eine Grundoperation der mechanischen Verfahrenstechnik.
Als Mischer werden in der Verfahrenstechnik in der Regel Maschinen bezeichnet, bei denen Mischungskomponenten, die als feste Phase vorliegen, dominieren.
Als Rührer werden in der Verfahrenstechnik in der Regel Maschinen bezeichnet, bei der die Hauptmischungskomponenten als flüssige Phase vorliegen.
Im Gegensatz zu Prozessen, die als Rühren bezeichnet werden können, ist das Ziel eines Mischprozesses in der Regel über die Mischgüte statistisch klar definiert.

## Begriffsbestimmung
Bei mischtechnischen Vorgängen werden die Bestandteile von mindestens zwei getrennt vorliegenden Mischungskomponenten durch Relativbewegung so umpositioniert, dass ein neues Anordnungsschema entsteht. Dabei entsteht ein Gemisch (Gemenge) und unter bestimmten Bedingungen ein neuer Stoff. Die sog. Hauptphase liegt dabei als kontinuierliche Phase vor während die sog. Zusatzphase anfangs diskontinuierlich vorliegt.
|                       |           | diskontinuierliche Phase |                                                                             |                          |
|                       |           | gasförmig                | flüssig                                                                     | fest                     |
| kontinuierliche Phase | gasförmig | Homogenisieren           | Zerstäuben                                                                  | Zerstäuben, Verwirbeln   |
| kontinuierliche Phase | flüssig   | Begasen                  | (lösliche Komponenten) Homogenisieren, (unlöslich) Dispergieren, Emulgieren | Suspendieren, Aufwirbeln |
| kontinuierliche Phase | fest      | Fluidisieren             | Befeuchten, Coaten                                                          | Feststoffmischen, Pudern |

### Treiber
Die folgenden drei Treiber für Mischvorgänge sind Unterklassen des konvektiven Mischens:
Beim distributiven Mischen werden zwei ineinander lösliche Stoffe bei geringen Scherkräften gemischt. Da Mikroorganismen nur geringe Scherkräfte aushalten ist das distributive Mischen in Bioreaktoren von großer Bedeutung.

Wenn Verbände der zu mischenden Stoffe zerkleinert werden, sich gegenseitig benetzen und schlussendlich in Schwebe gehalten werden spricht man vom dispersiven Mischen. Dieses verlangt höhere Scherkräfte als das distributive Mischen. Beispiele sind das Suspendieren (Hauptphase flüssig / Zusatzphase fest), Emulgieren (flüssig/flüssig) und das Begasen (flüssig/gasförmig).

Beim turbulenten Mischen erzeugt ein mit hohen Reynolds-Zahlen einströmender Stoffstrom eine starke Längsvermischung in Stromrichtung. Senkrecht dazu sorgen Turbulenzen für eine Quervermischung.

Die letzte Klassifizierung von Mischungstreibern ist das diffusive Mischen, bei dem keine äußere Kraft das Mischen antreibt. Das diffusive Mischen ist daher der langsamste aller genannten Treiber.

## Mischgüte
Primärziel ist das Erreichen einer gleichmäßigen Verteilung der zu mischenden Komponenten. Diese kann über die Mischgüte quantifiziert werden. Sie betrachtet die Verteilung der beobachteten Kenngröße: Sei {\displaystyle \sigma } die Varianz über ein Kontrollvolumen KV und {\displaystyle \sigma _{\mathrm {max} }} die höchste lokal anzutreffende Varianz, so gilt:
{\displaystyle \sigma ^{2}={\frac {1}{\left|V\right|}}\int \limits _{V_{KV}}\left(c-{\bar {c}}\right)^{2}{\text{d}}V}
und
{\displaystyle \sigma _{\mathrm {max} }^{2}={\bar {c}}\left(c-{\bar {c}}\right){\text{ ,}}}
wobei {\displaystyle V_{KV}} für ein Kontrollvolumen, {\displaystyle {\bar {c}}} für die mittlere Konzentration und {\displaystyle c_{\mathrm {max} }} für die höchste lokal anzutreffende Konzentration steht.
Nach Danckwert wird die Entmischungsintensität {\displaystyle I} nun definiert als
{\displaystyle I={\frac {\sigma ^{2}}{\sigma _{\mathrm {max} }^{2}}}{\text{.}}}
Bothe transformiert diese zur Mischungsintensität {\displaystyle M}
{\displaystyle M=1-{\sqrt {I}}=1-{\frac {\sigma }{\sigma _{\mathrm {max} }}}}
{\displaystyle M=0} bzw. {\displaystyle I=1} beschreibt eine vollständig inhomogene Mischung. {\displaystyle M=1} bzw. {\displaystyle I=0} beschreibt eine vollständig homogene Mischung.
Empirisch ist das Ziel der Mischaufgabenstellung erreicht, wenn eine statistisch abgesicherte Anzahl Proben eine Zusammensetzung widerspiegelt, die einer geforderten Mischgüte mit Bezug auf die Grundgesamtheit entspricht.
Die Mischgüte ist eine Qualitätsmerkzahl, d. h., sie trifft eine Aussage über die Verteilung einer Größe, nicht über die Größe selber.
Ob eine gewünschte Mischgüte erreicht werden kann, ist grundsätzlich abhängig von dem gewählten Mischverfahren bzw. der gewählten Mischtechnik und den Parametern mit denen dieses Verfahren (z. B. Drehzahlen, Anzahl, Form, Anordnung von Mischwerkzeugen usw.) betrieben wird.

## Berechnung von Mischprozessen
Die mathematische Modellierung von Mischprozessen ist ausreichend. Simulationen sind dennoch sehr rechenaufwändig, können aber im Rahmen der numerischen Simulation mit experimentellen Ergebnissen validiert werden.
Bei der Beschreibung von Mischvorgängen mittels dimensionsloser Kennzahlen sind neben den hydrodynamischen Kennzahlen wie z. B. der Reynolds-Zahl die Fourier-Zahl
{\displaystyle {\mathit {Fo}}={\frac {M\cdot t}{L^{2}}}}
wobei {\displaystyle M} für den Mischungs- oder Dissipationskoeffizienten und {\displaystyle L} für die Mischerlänge steht, und die Bodenstein-Zahl
{\displaystyle {\mathit {Bo}}={\frac {u\cdot L}{M}}}
von für die Dynamik des Stofftransports von Bedeutung.

## Verfahren und Geräte
Kontinuierlicher oder diskontinuierlicher Betrieb

Im kontinuierlichen Betrieb befindet sich der Mischer in einem stationären Zustand. Die Ausgangsstoffe werden stetig zugeführt und das Gemisch stetig abgeführt. Ein Beispiel ist das Mischen in einem Förderrohr.
Im diskontinuierlichen Betrieb wird der Zyklus Einfüllen der Ausgangsstoffe; Mischen; Abführen des Gemisches wiederholt. Ein Beispiel ist ein Chargenkessel.
Aktiver oder passiver Mischer

In aktiven Mischern wird die Energie, die für die relative Verschiebung von Teilchen der Ausgangsstoffe benötigt wird, nicht von den Ausgangsstoffen selber bezogen. Beispiele sind Ultraschallwellen, Vibrationen durch aufsteigende Blasen und pulsierender Einstrom. In passiven Mischern wird die benötigte Energie den einströmenden Ausgangsstoffen entzogen. Ein Beispiel ist der Super-Focus-Mixer. Mischer, die keine beweglichen Teile enthalten, werden auch als statische Mischer bezeichnet. Beispiele sind Rohrmischer mit lenkenden Einbauten oder Mischsilos.
Bauform
- Geometrie des Mischraums (Trommel, Zylinder, Kubus, Konus, Tetraeder)
- Fassungsvermögen (Versuchsmaßstab (bspw. 2 l), Technikummaßstab (20 l), Massenproduktion (200 l) oder Mischer in der Mikroreaktionstechnik)

Bei Mischern, deren Behälter und/oder Mischwerkzeuge auf Wellen gelagert sind, kann zudem nach der Anzahl der Wellen (Einwellenmischer, Mehrwellenmischer) eingeteilt werden.
Mittel des Krafteintrags
- Mischer mit beweglichen Mischwerkzeugen (langsamlaufend: Schneckenmischer, schnelllaufend: Schaufelmischer), Kaskade vs. Katarakt
- Mischer mit bewegtem Behälter (Trommelmischer, Konusmischer, Trajektionsmischer, Zentrifuge)
- pneumatischer Mischer (Wirbelschichtmischer, Gasstrahlmischer)

Bei Mischern, deren Behälter und/oder Mischwerkzeuge auf Wellen gelagert sind, kann zudem nach der relativen Beschleunigung des Gemischs eingeteilt werden:
- Freifall- und Schubmischer (Froude-Zahl {\displaystyle {\mathit {Fr}}<1}, unterkritische Kaskade)
- Wurfmischer ({\displaystyle {\mathit {Fr}}>1}, überkritischer Katarakt)
- Schleudermischer ({\displaystyle {\mathit {Fr}}\gg 1})

Zu mischende Stoffe
- ein- oder zweiphasig

siehe Begriffsbestimmung
- mehrphasig
  - Chemische Reaktionstechnik: Katalysator mit Gas in Flüssigkeit
  - Biologische Reaktionstechnik: Mikroorganismus mit Gas in Flüssigkeit